# Гриндейл (Виктория)
Гринде́йл (англ. Greendale) — посёлок в центральной части штата Виктория, Австралия, в районе местного самоуправления Мурабул. Посёлок находится в 65 км к западу-северо-западу от столицы штата, Мельбурна. По данным переписи населения 2016 года, население Гриндейла и окрестностей составляло 602 человека.

## История
До прибытия европейцев территорию вокруг Гриндейла населяли коренные племена: кутунг, ватурунг, вурунджери, джара и нгурельбан. Эти люди были довольно многочисленны, и между ними и белыми переселенцами неизбежно происходили столкновения. Первый белый человек, поселившийся в Баллане, Роберт фон Штайглиц, в своем дневнике так описал философию поселенцев: «…Возможно, какой-нибудь филантроп с пером задастся вопросом, имели ли мы право отбирать страну у чёрных, но я считаю, что общее правило таково: если люди возделывают землю или пасут на ней скот, они имеют на неё право. Эти существа не делали ни того, ни другого…».
Европейские поселенцы, переселившиеся в район Баллан в 1838 году, обнаружили здесь лесистую местность с небольшим количеством кустарника. Они отмечали большое разнообразие местной флоры и фауны, включая больших кенгуру, бандикутов, динго, два вида кволл и кенгуровых крыс, которые исчезли в 1850-х годах. Бандикуты и два вида местных кошек также были многочисленны вплоть до 1870-х годов, когда они тоже исчезли под натиском человеческого жилья, болезней и охоты. Первоначально динго были настолько распространены в этом районе, что Томас Пайк, ранний поселенец Баллана, в честь которого было названо озеро Пайкс-Крик, охотился на них со сворой фоксхаундов. Исчезли и такие птицы, как кроншнепы, дикие голуби и многие виды попугаев. Один из первопроходцев описывал этот район как «…очень красивую часть Виктории», с обильными зарослями акации и дикой вишни. «Дикие цветы … были в большом изобилии и разнообразии, и из-за них поверхность земли напоминала изысканный ковер. Они были всех мыслимых и немыслимых цветов…».
Многие названия мест в этом районе происходят от местных аборигенских названий, например: Бунджильтап, Мирнионг и Беремброук. Кутумнимнип — это аборигенское название ручья, протекавшего по территории, которая в 1839 году перешла в собственность Джона Льюса Педдера, бывшего главного судьи земли Ван-Димена (Тасмании). Педдер владел этим участком до 1855 года, когда Томас Гамильтон выкупил его, и назвал «Глен Педдер». Территория, на которой сейчас расположен Гриндейл, первоначально была частью этого участка.
История раннего заселения Гриндейла тесно связана с историей соседних Баллана и Блэквуда. Эта территория считалась удобным промежуточным пунктом между двумя посёлками и была обследована Фрэнсисом Никсоном вскоре после обнаружения золота в Блэквуде в 1850-х годах. Никсон назвал эту территорию «Гриндейл», так как это была «…красивая впадина, ограниченная зелёными холмами с ручьем Дейлс в центре». Район Дейлс-Крик был назван в честь Х. Ф. Дейла, управляющего Глен Педдер.
Первым в Гриндейле поселился Джон Друри, который построил и содержал кофейню в Лонг-Галли. В 1859 году в правительственном издании Gazette было опубликовано объявление о продаже земли в Гриндейле: городские участки продавались по цене 8 фунтов стерлингов за акр, а пригородные — по 3 фунта стерлингов за акр. Во времена золотой лихорадки границы поселений Гриндейл и Блэквуд почти совпадали.
В 1859 году было проведено межевание посёлка Гриндейл. В 1869 году была открыта начальная школа. В посёлке было открыто по меньшей мере две гостиницы, одна из которых, Medway, сохранилась до наших дней как Greendale Hotel. Почтовое отделение Гриндейла открылось 1 января 1867 года и закрылось 30 июня 1965 года. Школа в Гриндейле была открыта в 1869 году, а в 1870 году в ней учился 61 ребёнок, хотя средняя посещаемость составляла всего 22 ученика. В 1902 году в Гриндейле была сформирована пожарная бригада.

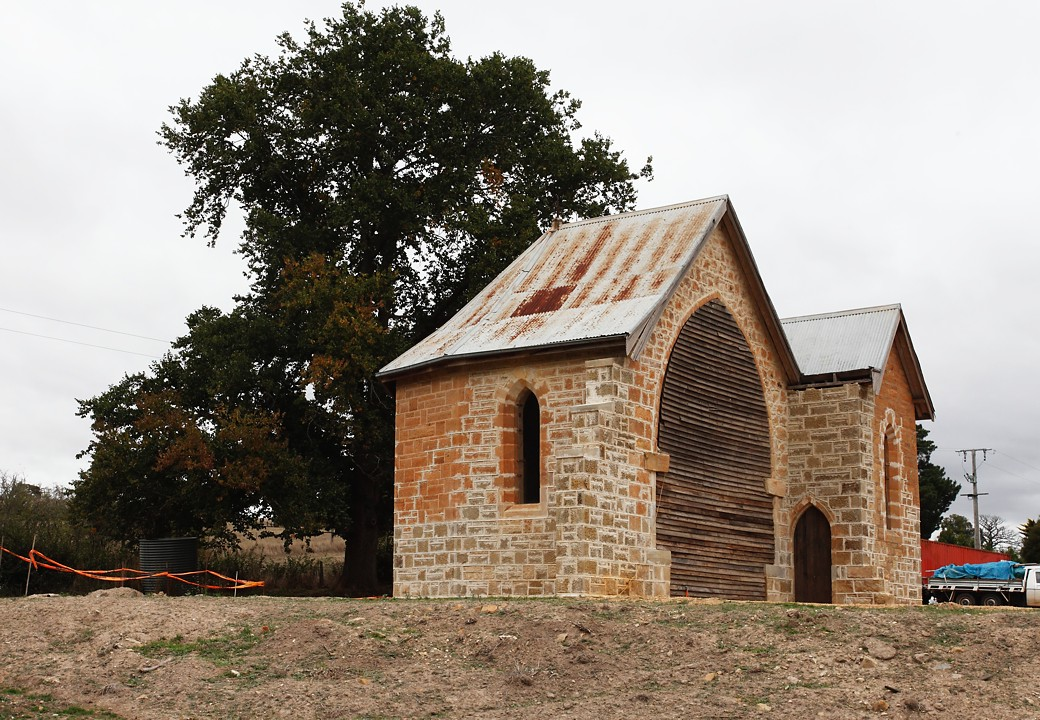
«Полуцерковь» в Гриндейле

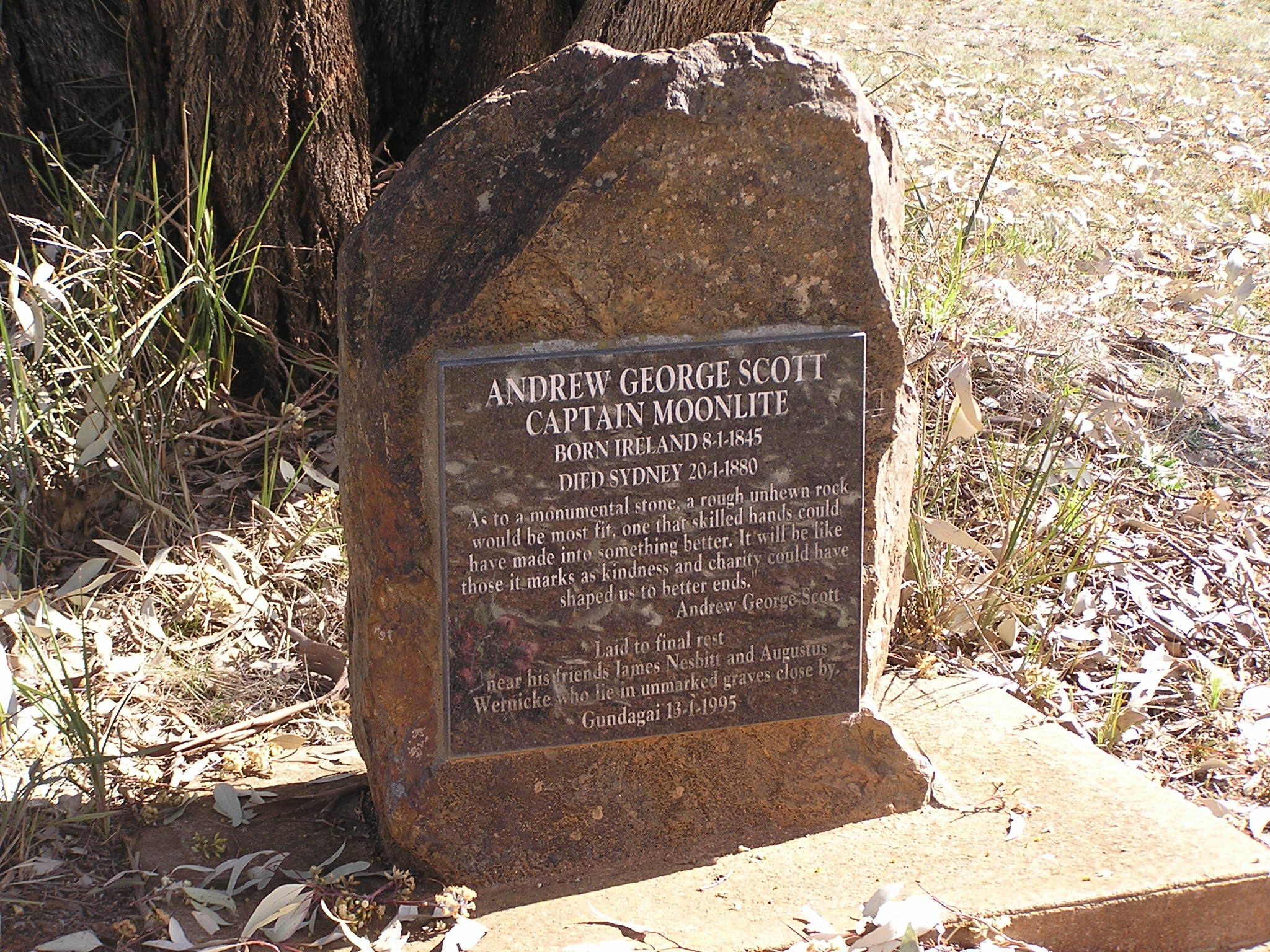
Могила «капитана Мунлайта»

«Полуцерковь» была освящена в августе 1877 года. Запись в одном из ранних дневников гласит: «Ходил в церковь, проповедником был мистер Скотт». Скотт был чтецом Англиканской церкви в Бахус-Марш, но более известен как Капитан Мунлайт, один из самых отъявленных бушрейнджеров Виктории. Он активно действовал в округе в 1870-х годах, но был арестован в Новом Южном Уэльсе и предстал перед судом Шутера, временного мирового судьи, чьё поместье Ла-Кот находилось на Ла-Кот-Роуд в Гриндейле. В 1879 году Скотт был повешен.
Когда золотые прииски потеряли свое значение, жители покинули этот район, а церковь Гриндейл, которая должна была вмещать 200 верующих, так и не была достроена. В муниципальном справочнике Баллан-Шир за 1888 год указано, что в Гриндейле проживало 87 человек, была одна гостиница, одна школа и одно культовое сооружение. В 2010 году полуцерковь была реконструирована.
На протяжении большей части XX века Гриндейл был тихим сельским районом, где основу местной экономики составляло фермерство. Школа была закрыта в 1954 году, после чего она стала государственным школьным лагерем. С начала 1970-х годов в Вомбат-Форест, Дейлс-Крик, Лонг-Галли и Гастингс-Роуд появились жилые районы. Население выросло, люди снова строят дома вокруг зелёной долины Дейлс-Крик. В 1980-х годах здесь появились сельские/жилые кварталы, и к 2000 году здесь проживало несколько сотен человек. В 1996 году в зоне Гриндейл, в которую входил Мирнионг, проживало 978 человек.

## Население

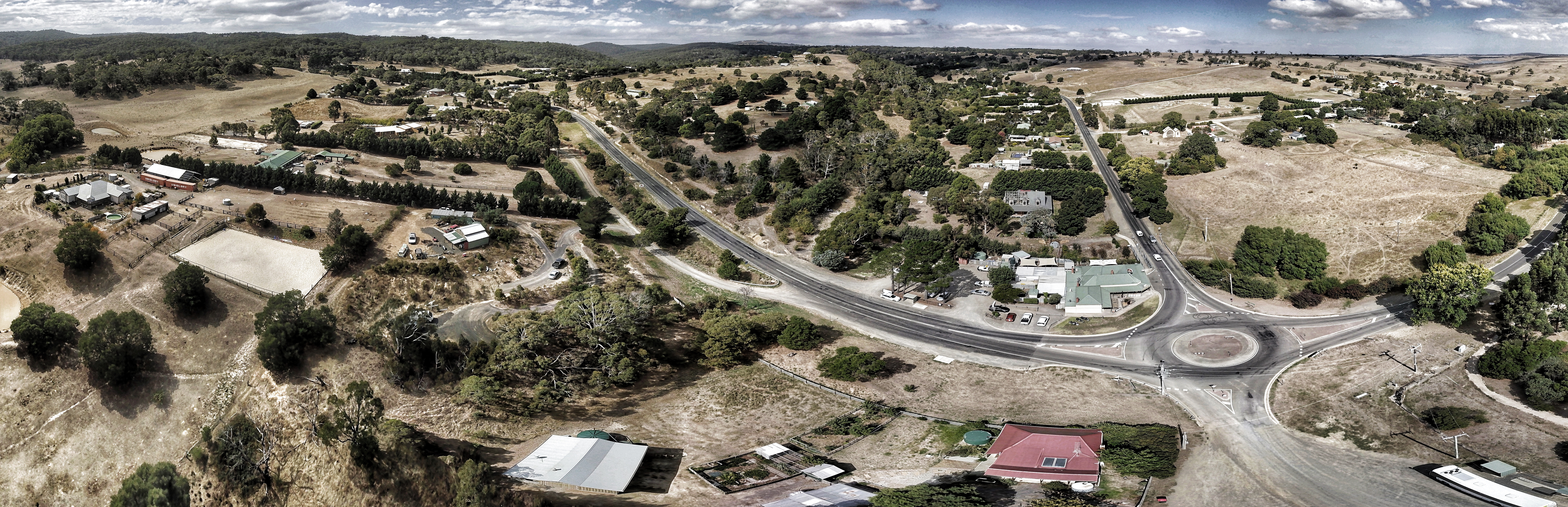
Аэропанорама Гриндейла, штат Виктория. Снято осенью 2018 года.

Согласно данным переписи населения 2016 года, в Гриндейле проживало 602 человека. Из них 50,3 % составляли мужчины и 49,7 % — женщины. Аборигены и/или жители островов Торресова пролива составляли 1,0 % населения. Средний возраст жителей Гриндейла составлял 43 года. Дети в возрасте от 0 до 14 лет составляли 19,1 % населения, а люди в возрасте 65 лет и старше — 16,1 % населения. Из жителей Гриндейла в возрасте 15 лет и старше 54,7 % были женаты, а 11,1 % были разведены или проживали раздельно, 55,7 % состояли в зарегистрированном браке и 11,2 % — в гражданском. 30,7 % жителей Гриндейла посещали учебные заведения. Из них 26,9 % учились в начальной школе, 27,5 % — в средней школе и 16,1 % — в высшем или техническом учебном заведении. Среди людей в возрасте 15 лет и старше в Гриндейле 11,4 % сообщили, что закончили 12-й класс школы, 20,0 % получили сертификат III или IV и 13,5 % получили диплом о высшем образовании. 
По происхождению наиболее распространенными в Гриндейле были: австралийцы 32,7 %, англичане 28,0 %, шотландцы 8,8 %, ирландцы 7,7 % и немцы 3,3 %. Респонденты имели возможность указать в бланке переписи до двух стран происхождения в родословной. 81,8 % жителей Гриндейла родились в Австралии. Кроме Австралии, наиболее распространёнными странами рождения были: Англия 6,2 %, Шотландия 1,9 %, Нидерланды 0,9 %, Новая Зеландия 0,7 % и Германия 0,7 %. У 60,3 % людей оба родителя родились в Австралии, а у 22,5 % людей оба родителя родились за границей. Наиболее распространёнными странами рождения для родителей мужского пола были: Австралия 68,3 %, Англия 10,1 %, Шотландия 2,9 %, Нидерланды 2,3 % и Новая Зеландия 2,1 %. Наиболее распространёнными странами рождения для родителей женского пола были: Австралия 68,1 %, Англия 9,1 %, Шотландия 2,7 %, Германия 2,5 % и Новая Зеландия 1,5 %.
Наиболее распространёнными ответами на вопрос о религии в Гриндейле были: «нет религии» 41,6 %, «католик» 24,9 %, «англиканин» 10,7 %, «не указано» 9,8 % и «объединённая церковь» 4,7 %. В Гриндейле христианство было самой многочисленной религиозной группой (51,7 %) (эта цифра не включает ответы «не указано»).
В Гриндейле 92,7 % людей говорили дома только на английском языке. Другими ответами на вопрос о языке, на котором говорят дома, были: итальянский 1,4 %, арабский 0,7 % и испанский 0,5 %.
За неделю до переписи в Гриндейле насчитывалось 304 человека, сообщивших о том, что они трудоспособны. Из них 56,9 % были заняты полный рабочий день, 32,9 % были заняты неполный рабочий день и 4,3 % были безработными. Из числа занятых 16,0 % работали от 1 до 15 часов, 7,8 % — от 16 до 24 часов и 42,9 % — 40 часов в неделю и более. Наиболее распространённые профессии в Гриндейле: специалисты 17,5 %, техники и рабочие специальности 15,4 %, неквалифицированные рабочие 14,7 %, канцелярские и административные работники 13,4 % и менеджеров 11,0 %. Из числа занятых в Гриндейле 7,5 % работали в больницах (кроме психиатрических). Другие основные отрасли занятости включали услуги ландшафтного строительства 5,0 %, начальное образование 5,0 %, управление местными органами власти 4,5 %, супермаркеты и продуктовые магазины 4,0 %. Медианный недельный личный доход для людей в возрасте 15 лет и старше в Гриндейле составил 640 австралийских долларов. В Гриндейле в день переписи населения наиболее распространёнными способами передвижения на работу для занятых были: за рулём личного автомобиля 66,3 %, в качестве пассажира автомобиля 6,7 %, работали дома 2,6 %. Другими распространенными ответами были: только пешком 2,2 % и на грузовике 1,9 %. В день 5,6 % занятых использовали общественный транспорт (поезд, автобус, паром, трамвай/легкорельсовый транспорт) в качестве хотя бы одного из способов передвижения на работу, а 74,5 % использовали автомобиль (в качестве водителя или как пассажира). Среди людей в возрасте 15 лет и старше 75,9 % выполняли неоплачиваемую работу по дому за неделю до переписи. За две недели до переписи 27,2 % ухаживали за детьми, а 12,1 % помогали членам семьи или другим людям из-за инвалидности, длительной болезни или проблем, связанных со старостью. За год до переписи 25,5 % людей выполняли добровольную работу в организациях или группах. Среди людей, выполнявших неоплачиваемую работу по дому за неделю до переписи, 30,2 % работали от 5 до 14 часов, 15,2 % работали от 15 до 29 часов и 12,3 % работали 30 часов в неделю и более.
Из семей в Гриндейле 47,7 % составляли семьи с детьми, 40,8 % — семьи без детей и 11,5 % — семьи с одним родителем. В Гриндейле 36,0 % родителей-одиночек были мужчинами и 64,0 % — женщинами. Среди семей с детьми 15,8 % партнёров работали полный рабочий день, 3,9 % — неполный рабочий день и 23,7 % где один работал полный рабочий день, а другой — неполный.
В Гриндейле 92,9 % частных жилищ были заняты, а 7,1 % — не заняты. Из занятых частных жилищ в Гриндейле 100,0% были отдельными домами. В Гриндейле 2,9 % занятых частных жилищ имели 1 спальню, 5,9 % — 2 спальни и 47,3 % — 3 спальни. Среднее количество спален на одно занятое частное жилище составляло 3,4. Средний размер домохозяйства составлял 2,8 человека. Из занятого частного жилья 36,4 % находились в прямой собственности, 56,3 % — в ипотечной собственности и 4,4 % в аренде.
Из всех домохозяйств в Гриндейле 82,1 % были семейными, 16,4 % — домохозяйствами с одним человеком и 1,4 % — групповыми домохозяйствами. 23,3 % домохозяйств имели еженедельный доход менее 650 австралийских долларов и 18,2 % домохозяйств имели еженедельный доход более 3000 долларов. 16,2 % занятых частных жилищ имели один зарегистрированный автомобиль, стоящий в гараже или на стоянке по их адресу, 39,5 % имели два зарегистрированных автомобиля и 38,6 % имели три или более зарегистрированных автомобилей. В 87,2 % домохозяйств по крайней мере один человек имеет доступ в Интернет из дома. Это может быть настольный/ноутбук, мобильный или смартфон, планшет, музыкальный или видеоплеер, игровая приставка, смарт-телевизор или любое другое устройство. 
В Гриндейле 100,0 % аборигенов и/или жителей островов Торресова пролива были женщинами. Средний возраст составлял 15 лет.

## Образование
| Наименование | Расстояние, км | Тип                         | Собственность   |
| --- | -------------- | --------------------------- | --------------- |
| Мернионгская начальная школа (англ. Myrniong Primary School) | 7,24           | Начальная                   | Государственная |
| Балланская начальная школа (англ. Ballan Primary School) | 7,82           | Начальная                   | Государственная |
| Школа святой Бриджиды (англ. St Brigid's School) | 7,86           | Начальная                   | Частная         |
| Франкстонская специальная школа развития — Блэквудская специальная школа, Центр образования на открытом воздухе (англ. Frankston Special Developmental School-Blackwood Special Schools Outdoor Education Centre) | 9,5            | Специальная (коррекционная) | Государственная |

## В популярной культуре
В 2005 году компания Paramount Pictures снимала в Гриндейле фильм «Паутина Шарлотты» — экранизацию одноимённого романа Элвин Брукс Уайта. Съёмки проходили австралийским летом, поэтому для изображения осени пришлось покрасить экологически чистой краской всю зелень, которая попадала в кадр. Для участия в съемках привлекались местные строители, садовники и поставщики материалов, а также проводился кастинг для массовки. Гриндейлская овцеводческая ферма Моррокдонг с ее дубами и тополями считалась местом, которое очень напоминало американский город Мэн с его поразительными осенними красками. Владельцы фермы затем боролись за то, чтобы на их территории остались несколько амбаров в американском стиле, построенных для съёмок, несмотря на противодействие местных жителей.

## Известные личности
- Джон Кэйн[англ.], 34-й премьер Виктории, родился в Гриндейле в 1882 году.
- Эндрю Скотт, «капитан Мунлайт»[англ.] — бушрейнджер.